# Народження Венери (картина Кабанеля)
«Народження Венери» (фр. Naissance de Venus) — картина французького художника Александра Кабанеля, створена у 1863 році. Експонується в паризькому Музеї д'Орсе. Пов'язана з моментом народження богині Венери — тип зображення, відомий як «Афродіта Анадіомена».

## Історія
Картина була виставлена в Салоні 1863 року і мала великий успіх. Її вважали «родзинкою експозиції» Салону, вона стала своєрідним зразком офіційного художнього смаку тієї доби. Картина була куплена із сум цивільного листа Наполеона III для його колекції.

Еміль Золя так писав з приводу «Народження Венери»: 
|  | «Богиня, що потопає у молочному морі, нагадує прекрасну куртизанку, але не з плоті та крові — це було б непристойно, — а створену з рожевого та білого марципану.» |

 Цими словами письменник критикує блідувату й гладеньку кольорову гаму картини.
У 1896 році картина була передана в Лувр. З 1881 по 1923 рік вона знаходилася в Люксембурзькому музеї, з 1923 по 1978 рік — знов у Луврі. У 1978 році картина була передана в Музей д'Орсе, де знаходиться до сьогодні.

## Сюжет
За «Теогонією» Гесіода, Афродіта (Венера) народилася з морської піни, коли в море впали краплі крові оскопленого Кроносом Урана. Цей епізод античної міфології і ліг в основу картини Кабанеля. Звернення до міфологічного сюжету у мистецтві періоду Другої імперії надавало можливості внести в картину елементи еротизму, не ображаючи громадської моральності. Під приводом звернення до класичної теми Александр Кабанель зображує оголену жіночу натуру хоча й ідеалізовану, але в хтивій позі.
Створена у тому ж році картина Едуара Мане «Олімпія» викликала скандал. Тема обох творів однакова: лежача оголена. Але спокійна поза та впевненість, з якою дивиться героїня Мане на глядача, здавалася прихильникам академізму набагато більш провокаційною, ніж томна поза Венери Кабанеля.

## Інші версії

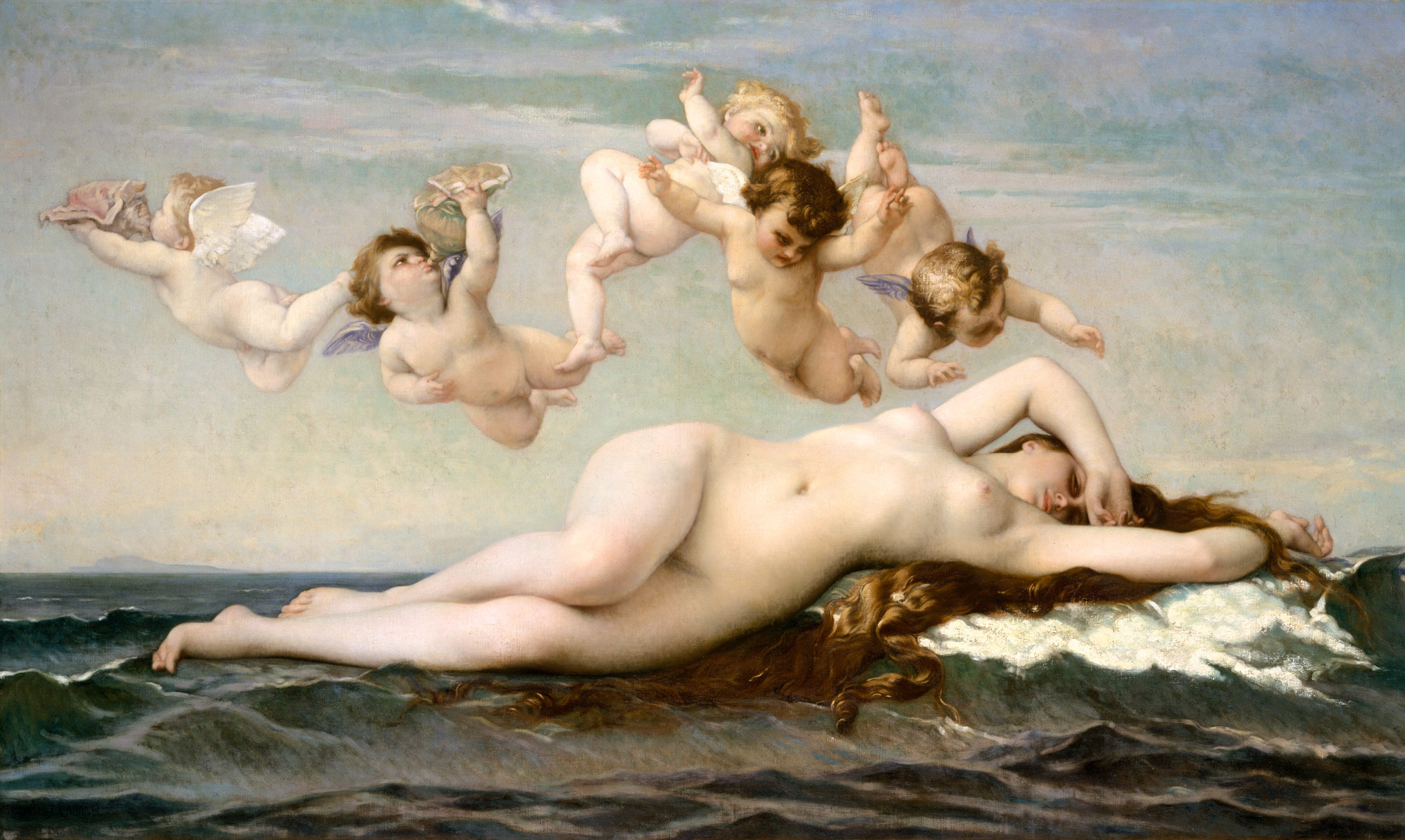
Александр Кабанель. Народження Венери (1875; Музей мистецтва Метрополітен)

Друга, менша за розміром, версія (85 х 135,9 см), створена близько 1864 року, знаходиться в Художньому музеї Дахеш (Нью-Йорк). Третя (106 х 182.6 см) версія, що датується 1875 роком, експонується в Музеї мистецтва Метрополітен (Нью-Йорк).